# معركة مانسفيلد
معركة مانسفيلد (بالإنجليزية: Battle of Mansfield)‏ شكلت هذه المعركة التي وقعت في 8 أبريل 1864 في لويزيانا جزءًا من حملة النهر الأحمر خلال معارك الحرب الأهلية الأمريكية، وكانت محاولة من قبل قوات الاتحاد للاستيلاء علي عاصمة ولاية لويزيانا، شريفبورت غير ان القوات الكونفدرالية أحبطت تلك المحاولة.

## القوى المشاركة

### الكونفدرالية
في بداية المعركة، كان لدى تايلور قائد الكونفراليون ما يقرب من 9000 جندي من فرقة المشاة في لويزيانا بقيادة ألفريد موتون، وفرقة مشاة اللواء جون جي ووكر بتكساس، وقائد سلاح الفرسان العميد توماس غرين في تكساس، والعقيد. وليام فنسنت في لويزيانا من لواء الفرسان. وكان قائد الكونفدراليون أيضًا قد استدعي خمسة آلاف رجل من فرق البريجادير تحت قياده الجنرال توماس جيه. تشرشل والعميد موسبي م. بارسونز المتواجدين بالقرب من كيتي، بين مانسفيلد وشريفيبورت. ووصلت قوة التعزيز هذه في وقت متأخر بعد الظهر، بعد أن بدأت المعركة.

### الاتحاد
في بداية المعركة، كانت قوات الاتحاد تتألف من فرقة سلاح الفرسان بقيادة العميد ألبرت لي، وتتألف من حوالي 3500 رجل، والفرقة الرابعة من الفيلق الثالث عشر، بقيادة العقيد ويليام ج. لاندرام، وتتألف من حوالي 2500 رجل. وأثناء المعركة، وصلت الفرقة الثالثة من الفيلق الثالث عشر، بقيادة اللواء روبرت أ. كاميرون، مع حوالي 1500 رجل.

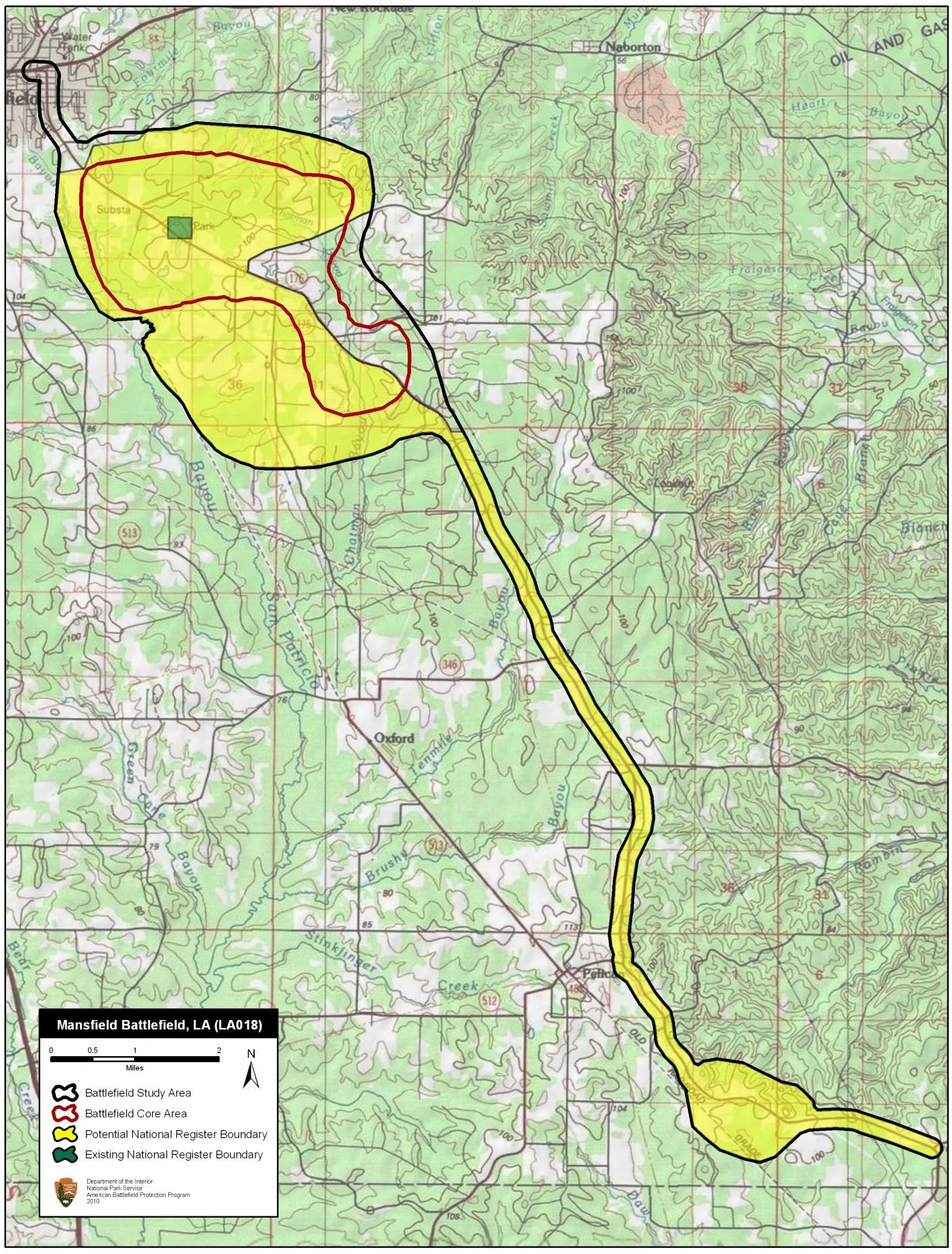
خريطة منطقة مانسفيلد باتلفيلد الأساسية ومناطق الدراسة بها برنامج حماية ساحة المعركة الأمريكية.